# Коткі (Свентокшиське воєводство)
Коткі (пол. Kotki) — село в Польщі, у гміні Бусько-Здруй Буського повіту Свентокшиського воєводства.
Населення — 404 особи (2011).
У 1975-1998 роках село належало до Келецького воєводства.

## Демографія
Демографічна структура на день 31 березня 2011 року:
|          | Загалом | Допрацездатний вік | Працездатний вік | Постпрацездатний вік |
| -------- | ------- | ------------------ | ---------------- | -------------------- |
| Чоловіки | 198     | 43                 | 129              | 26                   |
| Жінки    | 206     | 35                 | 120              | 51                   |
| Разом    | 404     | 78                 | 249              | 77                   |